# فاولا

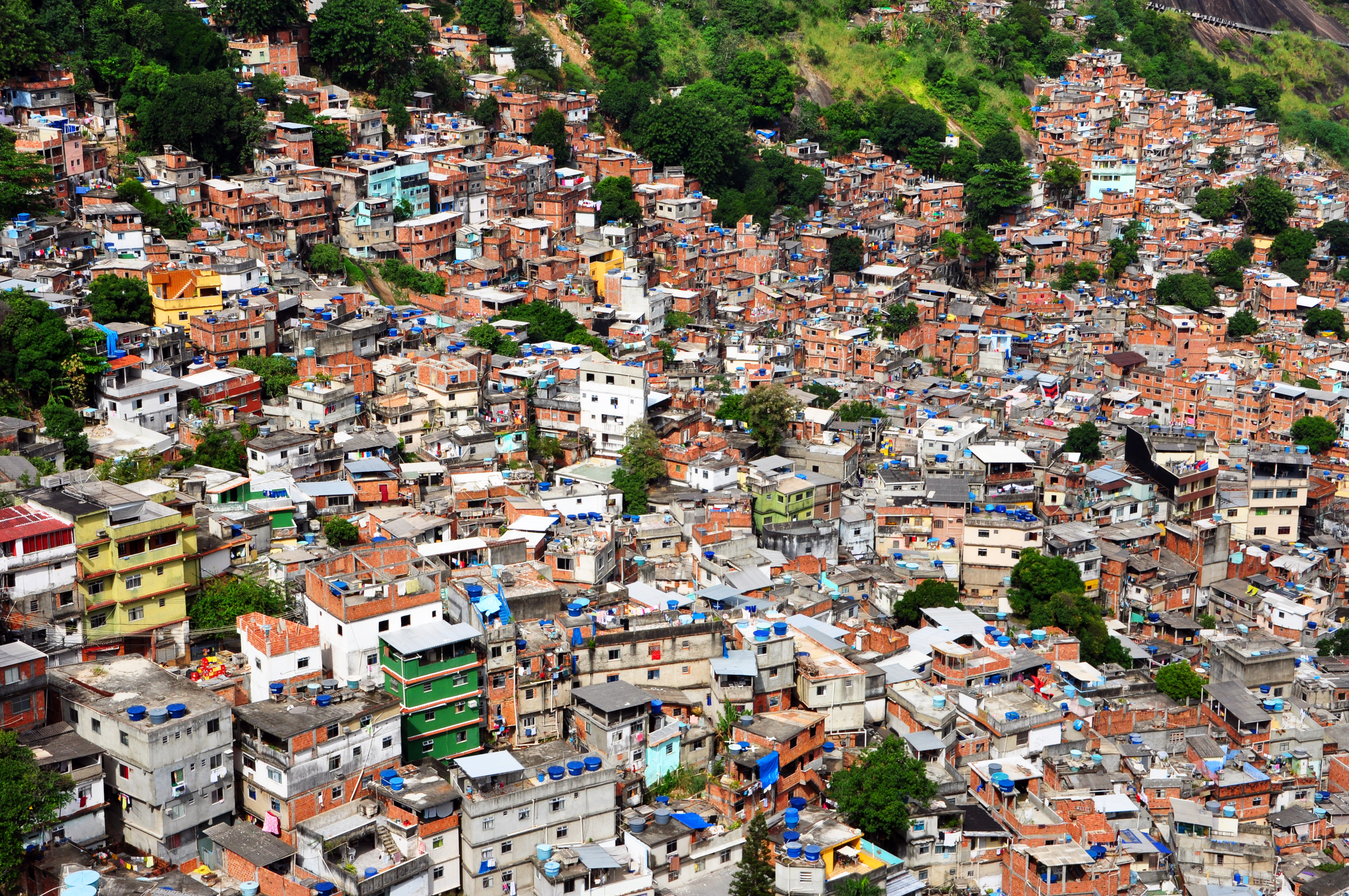
روسینیا بزرگ‌ترین فاولای تپه‌ای در ریودوژانیرو و همچنین در برزیل و دومین زاغه و شهرک بزرگ در آمریکای لاتین است.

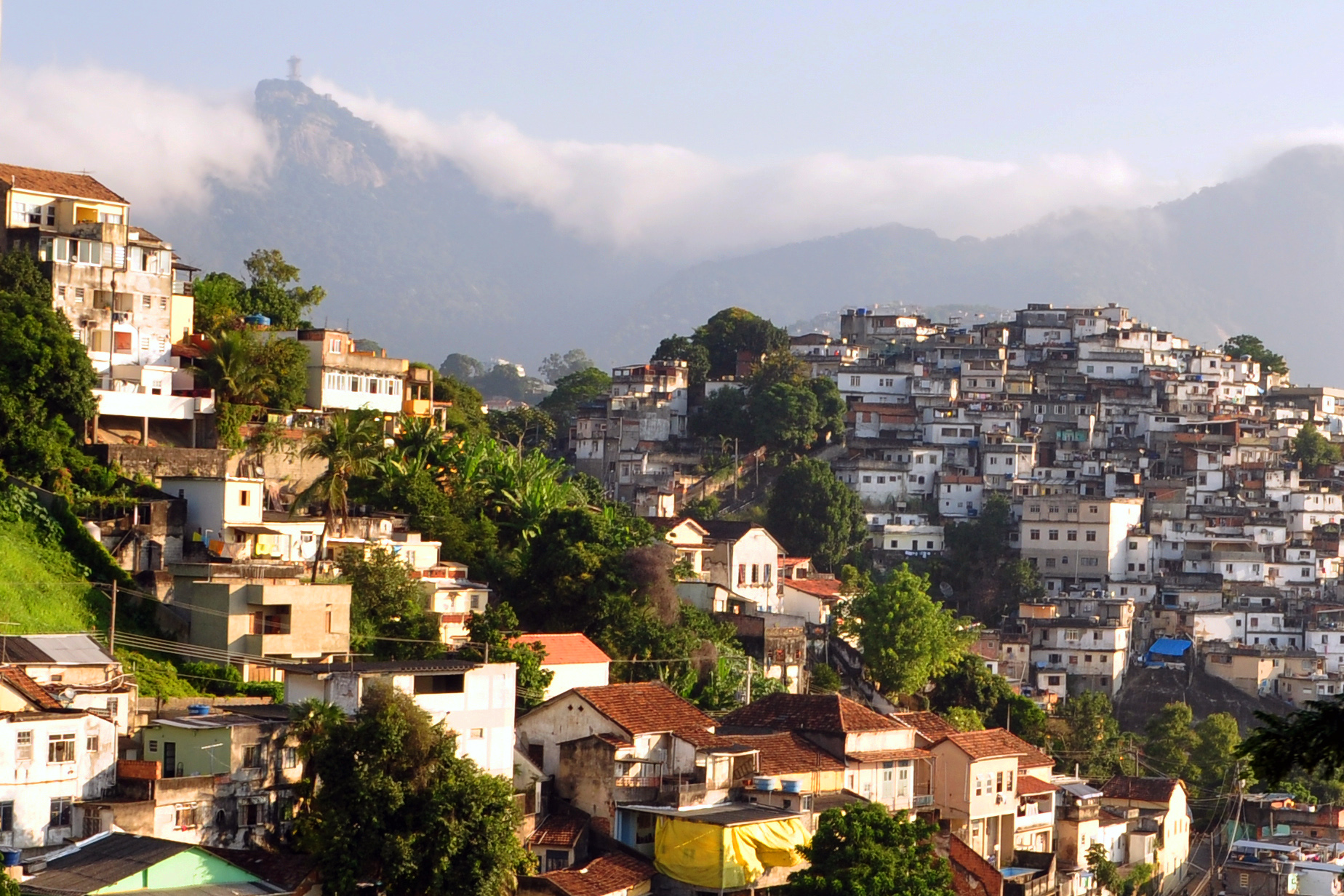
محله سانتا ترزا ست با خانه‌های مرفه (سمت چپ تصویر)، در مجاورت زاغه‌ها (سمت راست تصویر)

فاوِلا (تلفظ پرتغالی:[fɐˈvɛlɐ]) نوعی محله فقیرنشین یا زاغه در برزیل است که به‌دلیل بی‌توجهی تاریخی و طولانی دولت‌ها ایجاد شده‌است. اولین فاولا، که اکنون به عنوان پروویدنسیا (Providência) در مرکز ریو دو ژانیرو قرار دارد، در اواخر سده نوزدهم و توسط سربازانی که پس از بازگشت از جنگ کانودوس، جایی برای زندگی نداشتند، ساخته شد و در طول سال‌ها، بسیاری از برده‌های آفریقایی سابق در برزیل نیز به آن‌جا نقل مکان کردند. از سال‌ها پیش از به وجود آمدن اولین فاولا، شهروندان فقیر، از شهر رانده شده و مجبور می‌شدند که در حومه‌های دوردست از شهر زندگی کنند. اکثر فاولاهای مدرن در دهه ۱۹۷۰ به دلیل مهاجرت روستایی‌ها به شهر ظاهر شدند. در آن دوره بسیاری از مردم مناطق روستایی برزیل، روستاها را ترک کرده و به شهرها نقل مکان کردند. بسیاری از این مردم که نتوانستند مکانی برای زندگی پیدا کنند، در فاولا ساکن شدند و امروزه چندان چیزی به آن صورت به نام روستا در این کشور وجود ندارد،چرا که ملاک های یک منطقه برای گذاشتن اسم روستا را دارا نیستند؛البته روستاهای بومی(سرخپوستی) وجود دارند

## آمار و ارقام

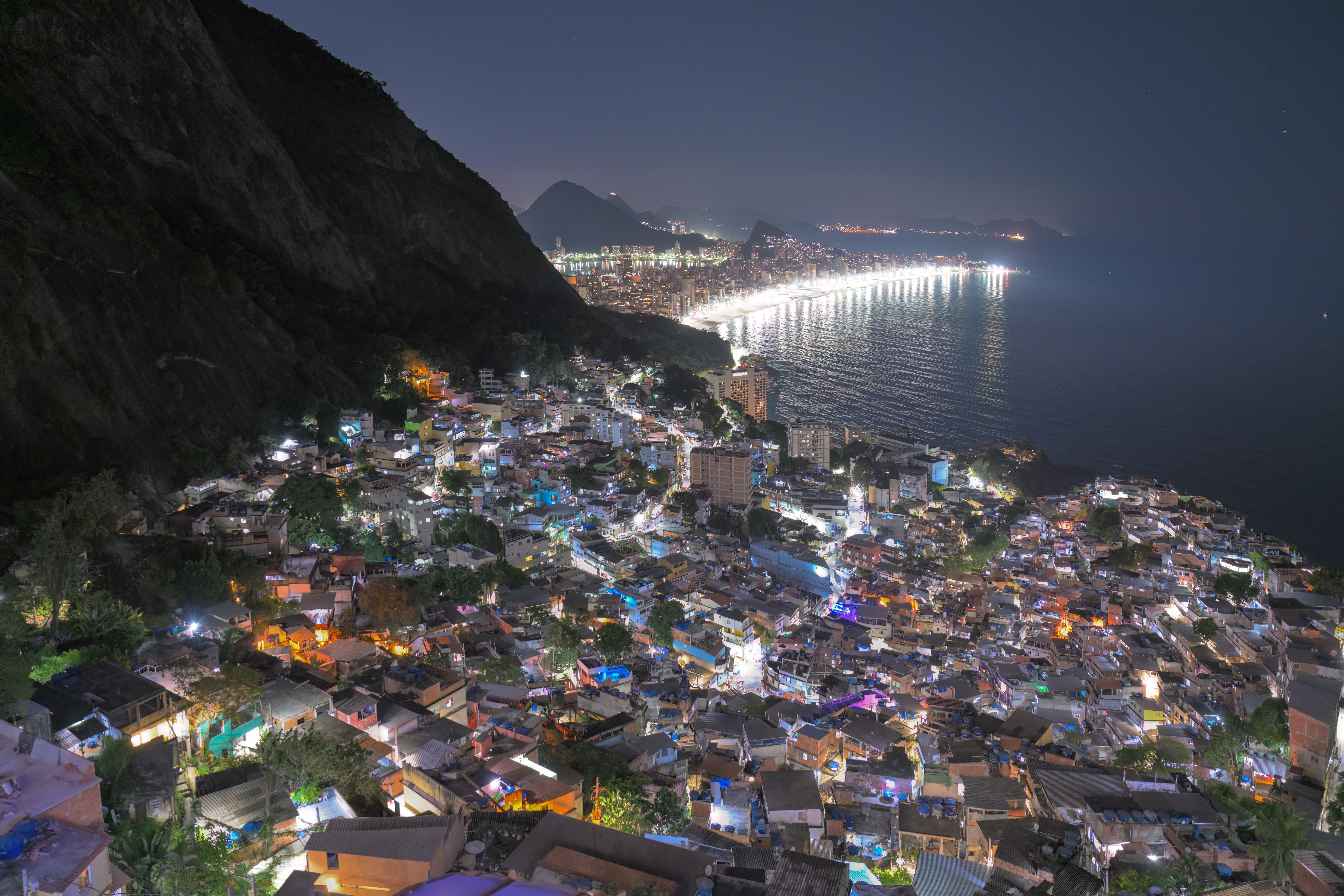
نورهای فاولای ویدیگال در ریو دو ژانیرو از نمای سواحل ایپانما و لبلون

داده‌های سرشماری منتشر شده در دسامبر ۲۰۱۱ توسط مؤسسه جغرافیا و آمار برزیل (IBGE) نشان داد که در سال ۲۰۱۰، حدود ۶ درصد از جمعیت برزیل در فاولا و سایر محله‌های فقیرنشین زندگی می‌کردند. فاولاها در ۳۲۳ ناحیه از ۵۵۶۵ ناحیه شهرداری در برزیل وجود دارند.
| خدمات در فاولا (آمار سال ۲۰۱۰) | درصد            |
| ------------------------------ | --------------- |
| مدیریت فاضلاب                  | ۶۷٫۳            |
| آب                             | ۸۸٫۳            |
| برق                            | ۹۹٫۷            |
| جمع‌آوری زباله‌ها                | ۹۵٫۴            |
| مردم فاولا                     | جمعیت           |
| ساکنان فاولا از برزیل          | ۱۱٬۴۰۰٬۰۰۰ (۶٪) |
| جمعیت‌شناسی در فاولا            | نسبت            |
| پاردو یا سیاه‌پوست              | ۶۸٫۴            |
| بی‌سوادی                        | ۸٫۴             |